# Secret Wars
(Slogan della serie e della storyline che la precede, Il tempo finisce.)
Secret Wars è una miniserie a fumetti crossover di 9 numeri scritta da Jonathan Hickman e disegnata da Esad Ribić (disegni) e Ive Svorcina (colori), pubblicata dalla Marvel Comics da maggio 2015. Il titolo originale richiama la miniserie del 1984 Guerre segrete (Secret Wars), della quale vengono ripresi anche diversi spunti narrativi.
La miniserie principale continua la storyline de ...il tempo finisce, presentata nel corso del 2015 sulle testate dedicate agli Avengers e ai New Avengers e conclude la storia dei Fantastici Quattro, così come Hickman l'aveva concepita durante il suo periodo di scrittura della serie. La trama vede gli ultimi due universi sopravvissuti al fenomeno conosciuto come "Incursioni", l'Universo Marvel e l'Universo Ultimate scontrarsi e distruggersi, venendo trasportati nel Battleworld, un pianeta diviso in molti territori, ciascuno combinazioni di vari universi. Assieme alla miniserie principale sono stati pubblicati numerosi tie-in, divisi nelle categorie Battleworld, Warzones, e Last Days.
Secret Wars ottenne un successo quasi unanime di critica e pubblico: il lavoro di Hickman e Ribic venne elogiato per essersi riuscito a elevare dalla «solita smargiassata fatta solo di splash page a cui ci siamo abituati, ma una fantastica dimostrazione di come sotto cappe e tute in latex si nascondano personalità molto meno archetipali di quello che si aspetterebbe». In seguito alla fine della miniserie, l'Universo Marvel e quello Ultimate sono stati rilanciati sotto l'etichetta All New All Different Marvel.

## Storia editoriale
La miniserie fu originariamente pensata per durare 8 numeri, ma fu prolungata per un nono. È stata pubblicata in patria quindicinalmente per i primi due numeri e mensilmente per gli altri sette, più un #0 distribuito gratuitamente in occasione del Free Comic Book Day. Secret Wars racconta della collisione dell'Universo Marvel (616) e di quello Ultimate (1610) e della loro distruzione come atto finale della misteriosa serie di eventi nota come "Incursioni"; tuttavia, i due universi si salvano inspiegabilmente, venendo uniti (assieme ad altre realtà alternative andate precedentemente distrutte) in un unico mondo di stampo fantasy-cyberpunk, il Battleworld.
La miniserie è accompagnata da numerosi tie-in con le principali testate Marvel, molti dei quali rivisitazioni di precedenti eventi della casa editrice come Civil War, L'era di Apocalisse, Giorni di un futuro passato, Marvel 1602 e la saga della guerra delle armature. I tie-in sono divisi nelle categorie Last Days, Battleworld e Warzones; rispettivamente la prima ha come protagonisti diversi personaggi nel loro ultimo giorno prima che i due universi giungano alla fine, della seconda fanno parte alcuni archi narrativi ambientati nel Battleworld per intero, mentre la terza comprende alcune brevi avventure nelle singole regioni dello stesso. Tra questi figura Ultimate End, scritto da Brian Michael Bendis e disegnato da Mark Bagley (lo stesso team creativo che nel 2000 creò l'universo Ultimate Marvel con il primo numero di Ultimate Spider-Man), che chiude l'etichetta Ultimate dopo 15 anni di pubblicazioni.
In seguito alla conclusione della serie, l'Universo Ultimate e quello originale divengono un unico universo, dando il via alla linea editoriale All New All Different Marvel.

## Trama

### Avengers Doomsday
Dopo 14 mesi di missioni, i Thunderbolts si ritrovano faccia a faccia con i Fantastici 4, sopravvissuti alla distruzione della loro realtà, la Terra-717, per mano di Galactus. Grazie alla loro nave extradimensionale, sono riusciti ad attraversare i confini del multiverso e arrivare sulla Terra-616.
Nel frattempo, la TVA scopre con sgomento che l’intero Consiglio dei Kang è stato annientato da un misterioso e potentissimo eroe: Dottor Destino, sopravvissuto alla distruzione della sua realtà, la Terra-616bit. Ora, brama vendetta e potere: intende conquistare la Terra-616, sedersi sul trono del Multiverso e forgiare un nuovo impero.
Per realizzare il suo piano, si allea con una versione alternativa di Scarlet Witch, anch’essa proveniente dalla Terra-616bit, e insieme iniziano a reclutare varianti malvagie degli Avengers originali provenienti da un'altra terra. Dottor Destino invade anche la realtà degli X-Men, distruggendo la X-Mansion e decimando metà dei mutanti.
Nel frattempo, in un ristorante dimenticato da tutti, si forma una nuova speranza: gli Young Avengers, guidati da un mentore inaspettato — Star-Lord. Saranno loro a lottare contro le forze oscure del multiverso, unendo le speranze delle realtà ancora in vita.
I Thunderbolts, i Fantastici 4, gli Avengers di Sam Wilson e gli Young Avengers, guidati da Wong, uniscono le forze per affrontare le incursioni che minacciano ogni universo.
Nel caos della guerra:
- Thor combatte contro versioni malvagie di sé stesso.
- I Thunderbolts e i Fantastici 4 affrontano le proprie controparti.
- Iron Man della Terra-1610 guida le sue forze ma viene brutalmente attaccato.
- Gli X-Men sopravvissuti minacciano gli Avengers, e dopo violenti scontri, si uniscono riluttanti alla battaglia.

Il multiverso implode. Varianti buone e malvagie combattono per proteggere i propri universi, mentre le Sentinelle si immischiano nel conflitto, scatenando uno scontro devastante tra X-Men, Avengers, Thunderbolts e Fantastici 4.
Nel cuore del conflitto, Dottor Destino si reca alla sede della TVA e annienta ogni resistenza. Infine, affronta Loki in uno scontro epico e apparentemente infinito… e lo sconfigge.
Destino, ora incontrastato, giunge sulla Terra-616, dove annienta gli ultimi eroi rimasti. Con il multiverso al collasso, dà inizio alla sua opera definitiva: crea il Battleworld, un mondo frammentato composto da resti di realtà distrutte.
Nel nuovo mondo diviso:
- Si formano due fazioni: la squadra di Destino e la squadra di Loki.
- Scarlet Witch viene esiliata sull’Isola delle Streghe, dove incontra versioni alternative di maghi e streghe, inclusi molti Doctor Strange e Scarlet Witch di altri universi.
- Gli Avengers, Thunderbolts, Fantastici 4, Young Avengers e altri eroi vengono dispersi in varie regioni del Battleworld, senza memoria di chi siano.

Hulk e She-Hulk si ritrovano nel Green Land, un villaggio abitato da soli Hulk, dove scoprono l’esistenza di Scar, il figlio di Hulk.
Il Battleworld è pronto. I ricordi sono svaniti. La guerra definitiva per l’esistenza del multiverso… sta per iniziare.

#### Secret Wars 2
A seguito dell'Incursione, Destino riesce misteriosamente a creare un nuovo universo, dove è adorato come un dio onnipotente. Con al suo fianco la moglie Susan Storm ed il consigliere fidato, lo sceriffo di Agamotto Stephen Strange, il Dio-Imperatore Destino comanda col pugno di ferro una nuova Terra, chiamata "Battleworld", composta da vari elementi e personaggi provenienti da entrambi gli universi, in una versione "rivisitata", tutti immemori delle loro vite precedenti. Nel frattempo, un giovane Thor riesce a sollevare il suo Mjolnir, entrando a far parte dei Thor Corps, la polizia del Battleword composta dalle tante versioni alternative di Thor. Il primo incarico del giovane, supportato dal suo mentore, è di scortare il Barone Sinistro al castello di Destino, dove lo attende un processo. Sinistro, accusato di aver complottato assieme al Barone Hyperion contro Destino stesso, decide di affrontare il suo accusatore, il nobile Brian Braddock, per provare la sua innocenza. Sinistro sconfigge facilmente Braddock e, per salvare suo fratello, il Barone James Braddock confessa i suoi crimini contro il Dio-Imperatore. Quest'ultimo lo bandisce oltre lo Scudo, una gigantesca muraglia che difende il Battleword dagli orrori esterni. Il giovane Thor scorta il Barone fino allo Scudo, oltre il quale Braddock, combattendo contro le orde di zombie, diventa lui stesso uno di loro. Avvisati dal ministro Alex Power, i Thor Corps scoprono presso il sito di un terremoto un antico oggetto, la scialuppa di salvataggio di Terra-1610. Una volta scoperto grazie alla datazione al carbonio 14 che l'astronave è più antica di quanto dovrebbe essere il Battleworld stesso, Strange pone il sito in quarantena. Tuttavia, la scialuppa viene accidentalmente aperta, e da essa fuoriesce la Cabala di Thanos e del Creatore, che uccidono il mentore del giovane Thor e si danno alla macchia.

#### Secret Wars 3
Davanti ad una statua di Molecola, Destino e Strange ricordano come questo ha combattuto gli Arcani ed è riuscito a salvare ciò che rimaneva delle varie terre distrutte, dando inizio al Battleworld. Strange, avvertito dai Thor Corps, giunge sul luogo della tragedia e scopre al suo interno la presenza di Ultimate Spider-Man, Miles Morales, infiltratosi nella scialuppa della Cabala poco prima che l'Incursione distruggesse Terra-1610. Lo sceriffo di Agamotto lo conduce alla sua residenza, dove aveva nascosto l'altra scialuppa scoperta tempo prima, ma mai aperta. Stephen decide allora di aprire il congegno assieme al giovane Thor e Miles, facendo così uscire i supereroi superstiti di Terra-616. Rivedendo i volti di Reed Richards e di Pantera Nera, Strange rivela che l'Incursione finale ha avuto luogo ben otto anni prima. Intanto, i Thor Corps intercettano la Cabala.

#### Secret Wars 4
I Thor Corps ingaggiano una battaglia con la Cabala nel Regno di Utopolis. Intanto, sull'isola segreta di Agamotto, lo sceriffo Strange spiega ai superstiti come abbia fatto Destino a diventare Dio e re di Battleworld: Destino, Molecola e il dottor Strange avevano ucciso gli Arcani e Destino aveva preso i loro poteri per poi creare Battleworld. Il giovane Thor riceve un segnale di allarme e si dirige a Utopolis assieme ai sopravvissuti, così come decide di fare Destino, avvisato da un Thor dalla testa di cinghiale. Quando Strange e gli altri sopravvissuti arrivano sul posto, Susan, che assiste alla battaglia dalla reggia di Destino, vedendo Mr. Fantastic, prova una strana sensazione: tuttavia, Destino rivela che lei non è la Susan Storm di Terra-616, ma una sua controparte trovata in giro per i mondi, che non ha mai conosciuto Reed. Teletrasportatosi sul posto, dopo un breve confronto con Richards, viene attaccato da Ciclope, che riesce quasi a sopraffarlo grazie alla potenza della Fenice, fondendogli l'armatura. Tuttavia Destino si riprende e uccide facilmente il mutante, spezzandogli il collo, ma Strange teletrasporta in svariati luoghi del Battleworld tutti gli altri presenti per salvarli: Destino, inferocito, lo uccide brutalmente.

#### Secret Wars 5
Si celebrano i funerali di Strange, commemorato come un eroe ucciso dagli eroi di Terra-616 e dalla Cabala, e viene eretta una statua in suo onore accanto a quella di Molecola. Più tardi, Destino incarica la figlia Valeria di scovare i "responsabili" della morte dello sceriffo, ora sparsi nei regni del Battleworld, poi si reca a trovare Molecola nel luogo in cui è imprigionato, un luogo segreto sotto le statue. Il Dio-Imperatore lo informa di aver ucciso Strange ed insieme ricordano come hanno fatto a fermare la distruzione: dopo aver scoperto che erano stati gli Arcani, stufi della realtà che avevano plasmato, a creare Molecola e tutte le sue controparti affinché distruggessero il Multiverso, avevano scelto di opporvisi ed avevano formato dapprima un esercito di copie della telepate Cigno Nero incaricate di uccidere i vari Molecola, poi uno composto da copie potenziate di quest'ultimo, con lo scopo di distruggere le copie controllate dagli Arcani. Se le copie di Molecola fossero esplose contemporaneamente sarebbe stata la fine del Multiverso, mentre distruggendone una alla volta se ne riduceva la carica distruttiva. Molecola, Dr. Strange e Destino avevano poi scovato gli Arcani e gli avevano fatto brillare contro tutti i Molecola, mentre quello originale ne assorbiva i poteri: Strange li aveva rifiutati, non sentendosi all'altezza di decidere chi salvare dalla distruzione, mentre Destino li aveva utilizzati per salvare i frammenti del Multiverso ancora esistenti. Nel frattempo, la Fondazione Futuro scopre che probabilmente è stato lo stesso Destino ad uccidere lo sceriffo; Valeria decide di voler scoprire la verità su quanto è accaduto e come mai Dio tema tanto questi superstiti.

#### Secret Wars 6
A Doomstadt, Destino viene ragguagliato dall'ex membro della Cabala Cigno Nero sull'identità dei suoi ex compagni catturati dal Barone Apocalisse: Gamma Corvi e Proxima Media Nox. La Fondazione Futuro scopre i droni costruiti dai due Reed Richards per localizzare la fonte del potere di Destino. Peter Parker e Miles Morales vengono inviati da Mr. Fantastic nel luogo dove questa è stata individuata (sotto le statue di Strange e Molecola), venendo intercettati da Valeria, che ha trovato anche lei la fonte. La ragazza si convince della loro innocenza e li lascia entrare. Gli uomini ragno entrano nella botola e lì incontrano Molecola, che rivela loro di essere la fonte dei poteri del Dio di Battleworld. Destino ordina ai Baroni Apocalisse, il Maestro e Sinistro (segretamente alleatosi con Capitan Marvel) di sedare la ormai dilagante rivolta capeggiata dal misterioso Profeta. Pantera Nera e Namor giungono all'isola segreta di Agamotto, dove prendono in consegna due manufatti mistici come da volontà di Strange: il Seggio Coraggioso e un Guanto dell'Infinito, forse l'unico oggetto in grado di superare i poteri divini di Destino. Thanos si trova sullo Scudo e parla con la Cosa, spiegandogli che Destino teme i Fantastici Quattro e per questo ha sposato Susan, ha fatto diventare la Torcia Umana il Sole del Battleworld e lo ha ingannato, convincendolo a diventare parte dello Scudo: Ben Grimm, scoperta la verità, si distacca dallo Scudo lasciando una grossa apertura.

#### Secret Wars 7
Il Profeta, in realtà il membro della Cabala Maximus, marcia con la sua armata su Castello Destino. Nella battaglia che ne consegue, Sinistro e Capitan Marvel ne approfittano per ribellarsi ed attaccare la Baronessa Regina dei Goblin, ma vengono sconfitti da Apocalisse. Si ribella anche il Barone Maestro, che interviene con i suoi Distruttori di Mondi. Destino convoca i Thor Corps, che però si schierano contro di lui, convinti da Thor/Jane Foster. Il Profeta rimane ucciso nella battaglia. I due Reed Richards approfittano dello scontro, appositamente organizzato dal Creatore, per infiltrarsi nel castello di Destino, mentre Pantera Nera e Namor si teletrasportano allo Scudo e lo distruggono: T'Challa poi utilizza il suo titolo di "Re dei Morti" per convincere gli zombie e gli orrori esterni a combattere contro Destino.

#### Secret Wars 8
La battaglia infuria alle porte del castello di Destino. Ben Grimm, che è un mostro di roccia alto quasi quanto l'intero castello, distrugge con un solo colpo la nave volante del  Maestro uccidendo anche quest'ultimo e subito dopo ingaggia battaglia con Franklin, che manovra il corpo di Galactus come fosse una marionetta. Allo stesso tempo i due Reed Richards insieme a Star-lord penetrano di nascosto nel castello ma Quill è bloccato da Cigno Nero e decide di usare il suo asso nella manica; arrivato davanti ad Ygdrasill vi coficca dentro il suo stuzzicadenti che in realtà è Groot e grazie a questo l'essere può tornare a vivere in forma gigante e abbattere il castello. Nello stesso tempo Ben Grimm viene sconfitto ed ucciso da Franklin, avendo scoperto che quest'ultimo è il figlio di Susan e non volendo fargli del male. Nel momento in cui le orde di Annihilus, comandate da Thanos, si presentano sul campo di battaglia Destino decide di intervenire; mostrandosi clemente offre a Thanos il titolo di barone in cambio della sua fedeltà ma esso lo accusa di essere un Dio debole e Destino lo uccide facilmente. Nel momento in cui le orde di Annihilus, di nuovo sotto il controllo di Destino, stanno per spazzare via gli eserciti oppositori un portale si apre proprio in mezzo al campo di battaglia. Da esso iniziano a sciamare gli zombie delle terre morte ed alla loro testa Namor e Pantera nera armato del guanto dell'infinito.

#### Secret Wars 9
Destino combatte Pantera Nera e Namor, uccidendo quest'ultimo. Davanti alla statua di Uomo Molecola, Mr.Fantastic si ferma a convincere Susan di non essere l'assassino di Strange, poi scende nella botola assieme al Creatore. Quest'ultimo, disgustato dalla debolezza mostrata dalla sua controparte adulta, lo intrappola in una bolla temporale: Molecola interviene in aiuto di Richards, facendo letteralmente a pezzi il Creatore. Destino intanto si rende conto che il piano di T'Challa è un diversivo e si teletrasporta da Molecola. Qui, prova ad eliminare Richards, ma fallisce poiché Molecola sta trattenendo parte dei suoi poteri: i due arcinemici allora si scontrano, Destino incolpando Richards di aver fallito nel salvare il Multiverso a differenza sua, e Mr. Fantastic imputandogli una perenne insicurezza che lo ha portato, come prima azione nei panni di Dio, a sostituirsi a lui, rubandogli la vita e la famiglia. Quando Mr. Fantastic insinua che, con gli stessi poteri, sarebbe stato un dio migliore, Destino non riesce a negarlo, ed allora Molecola trasferisce i poteri degli Arcani a Richards, che distrugge il Battleworld. Poco prima della fine, Pantera Nera usa la gemma della realtà per tornare in Wakanda al momento della prima Incursione e ne impedisce l'avvenire.
Otto mesi dopo, il mondo è stato riformato e Miles Morales si trova su Terra-616, così come sua madre, riportata in vita da Molecola. Nuovamente pronto per combattere il crimine nei panni di Spider-Man, si lancia con Peter tra i grattacieli di New York. Nel frattempo, Mister Fantastic, assieme ai resuscitati Susan, Valeria, Franklin, e Molecola e la Fondazione Futuro, ha dismesso momentaneamente i panni da supereroe: ora il suo compito è ricreare, poco alla volta, il Multiverso, grazie ai suoi poteri ed alla fantasia di suo figlio. A Latveria, Destino si toglie la maschera, scoprendo con gioia un volto non sfigurato, ultimo "dono" di Richards con i suoi nuovi poteri, valido come promessa di un nuovo inizio per Destino stesso.

### Tie-in

#### Secret Wars: Warzones
- Avengers Presenta: A-Force 1 (Avengers 46)
- Thor Presenta: Thors 1 (Thor 202)
- Capitan America Presenta: Hail Hydra 1 (Capitan America 67)
- Iron Man Presenta: Civil War 1 (Iron Man 33)
- Amazing Spider-man: Rinnovare le promesse 1 (Spider-Man 642)
- Amazing Spider-man: Rinnovare le promesse 2 (Spider-Man 643)
- Rocket Raccoon Presenta: Il guanto dell'infinito 1 (Guardiani della Galassia Presenta 12)
- Guardiani della Galassia Presenta: Guardiani di Ovunque (Guardiani della Galassia 29)
- Deadpool Presenta: Mrs Deadpool e i terribili Howling Commandoes 1 (Deadpool 56)
- Hulk Presenta: Planet Hulk 1 (Hulk & i Difensori 39)
- Gli incredibili X-Men Presenta: Anni di un futuro passato 1 (Gli incredibili X-Men 307)
- Incredibili Avengers Presenta: House of M 1 (Incredibili Avengers 29)
- I nuovissimi X-Men Presenta: Programma EXtinzione (I nuovissimi X-Men 31)
- Wolverine Presenta: Vecchio Logan 1 (Wolverine 323)
- Fantastici Quattro Presenta: L'Ascesa di Attilan 1 (Fantastici Quattro 376)
- X-Men Deluxe presenta: Inferno (X-Men Deluxe Presenta 238)
- Age of Ultron VS Marvel Zombi 1 (Marvel Mix 114)

## Il Battleworld
Dopo aver rubato i poteri agli Arcani, divenendo totalmente onnipotente, Dottor Destino salva ciò che resta del Multiverso Marvel creando il Battleworld. L'universo in cui esiste il Battleworld è stato chiamato Terra-BW00.
Come le sue prime azioni da Dio, Destino manda in esilio la Torcia Umana e la Cosa di un'altra realtà, facendoli diventare rispettivamente il Sole, che, come notato da Maximus gira intorno al Battleworld, e lo Scudo, un enorme muro che protegge il Battleworld dalle minacce come gli zombie, i robot di Ultron, le orde di Annihilus ed una versione alternativa di Thanos che sta costruendo un Guanto dell'Infinito. Le versioni alternative di Susan Storm, Valeria e Franklin divengono rispettivamente la moglie ed i figli adottivi di Destino. La Fondazione Futuro diventa un centro di ricerca agli ordini di Destino, e tutte le versioni di Thor dei vari universi diventano il corpo di polizia del Battleworld, il Thor Corps, comandato dallo "Sceriffo" Stephen Strange. Molecola diventa custode del potere di Destino e viene rinchiuso in una botola sotto la sua statua.
Complessivamente il Battleworld è costituito da 41 regni, ognuno dei quali è formato da ciò che è stato salvato di quell'universo. Ogni regno può interagire con quelli confinanti, ad eccezione delle Terre Morte, Perfezione e Xandar, situate oltre lo Scudo. Ogni regno è governato da un Barone fedele al dio Destino, che reprime con la forza qualsiasi minaccia al delicato equilibrio e al suo dominio.
Oltre al Sole e al Battleworld stesso, esiste solo un altro corpo celeste in questo universo, Ovunque, che orbita attorno al pianeta come una Luna. A parte questi tre corpi celesti, il cielo del Battleworld è privo di stelle, finché una ragazza, Singularity (in realtà un universo parallelo diventato senziente durante le Incursioni), si sacrifica per salvare i cittadini di Arcadia da un'orda di Zombie, creando le stelle nel cielo del pianeta.

### Lista dei Regni di Battleworld
Il Battleworld è costituito dai resti degli universi sopravvissuti alle incursioni, è composto da 41 regni, per la maggior parte governati da un barone fedele al dio di Battleworld, Destino. I regni sono:
- 1) Le Terre Verdi, governate dal Maestro, lì tutti gli abitanti possono trasformarsi in specie di Hulk.

- 2) Dystopia.

- 3) Domini di Apocalisse, governato da Apocalisse.

- 4) Egyptia.

- 5) Tecnopoli.

- 6) La Valle di Destino.

- 7) Spider-Island, un'isola che richiama all'omonimo crossover.

- 8) L'Inghilterra di Re James.

- 9) La Reggenza.

- 10) Weirworld.

- 11) K'un Lun, richiamo alla mistica città dove si addestrò Iron Fist

- 12) Utopoli, governata dal barone Hyperion

- 13) Nuova Marte.

- 14) Doomgard, la cittadella dei Thor e loro quartier generale.

- 15) Alta Avalon, governata dalla famiglia dei Baddrock, riferimento a Capitan Bretagna.

- 16) Aracnia.

- 17) Marville.

- 18) L'Occhio di Agamotto, rifugio del Dottor Strange.

- 19) Doomstad, dove è situato il castello del dio Destino.

- 20) Manhattan.

- 21) La Città.

- 22) La Zona di Guerra.

- 23) New Quack City.

- 24) Il Selvaggio Est.

- 25) Valle della Fiamma.

- 26) L'Impero Hydra, governato dall'organizzazione HYDRA.

- 27) 2099, regno che richiama il futuro alternativo e distopico dal quale provengono alcuni personaggi Marvel.

- 28) Campo di Hala.

- 29) La Monarchia di M, riferimento al crossover House of M, uno dei regni dove si trovano i mutanti.

- 30) Territori delle Sentinelle, territori pieni di campi di concentramento per mutanti, sotto il dispotico dominio delle Sentinelle.

- 31) Le Terre Desolate.

- 32) Mutopia, patria dei mutanti.

- 33) Westerchest.

- 34) Killville, dall'aspetto ricorda la città di Las Vegas, dove ci sono enormi casinò, il ritrovo preferito di molti noti supercriminali come Kraven, Avvoltoio e molti altri.

- 35) Arcadia.

- 36) Baronia di Sinistro, governata dal tirannico Sinistro e dalla sua corte di cloni.

- 37) Limbo.

Le Terre oltre lo Scudo, abitate da zombie, robot di Ultron e dalle terrificanti orde di Annihilus, comprendono:
- 38) Le Terre Morte.

- 39) Perfezione.

- 40) Nuova Xandar.

- 41) Lo Scudo.

## Altri media
- Le versioni del Battleword di alcuni personaggi Marvel appaiono, sia come giocabili che come non giocabili, nel videogioco Marvel Future Fight.[19]
- Personaggi apparsi in Spider-Island, sia nella loro versione originale che in quella del Battleword sono presenti nel videogioco Spider-Man Unlimited.
- La storyline di Secret Wars appare nel videogioco Marvel: Mighty Heroes.[20]
- Il 23 luglio 2022 durante il San Diego Comic-Con International, i Marvel Studios hanno annunciato il film Avengers: Secret Wars, la cui uscita è programmata negli Stati Uniti per il 17 dicembre 2027 (un anno dopo l’uscita del precedente capitolo Avengers: Doomsday previsto per il 18 dicembre 2026). Il film segnerà la fine della fase 6 del Marvel Cinematic Universe.